# Дрімлюга мангровий
Дрімлюга мангровий (Gactornis enarratus) — вид дрімлюгоподібних птахів родини дрімлюгових (Caprimulgidae). Ендемік Мадагаскару. Раніше цей вид відносили до роду Дрімлюга (Caprimulgus), однак за результатами молекулярно-генетичного дослідження його було переведено до новоствореного монотипового роду Мангровий дрімлюга (Gactornis).

## Назва
Родова назва Gactornis утворена комбінацією чотирьох букв G, A, C і T, які використовуються для позначення чотирьох нуклеотидів ДНК, і грецького слова ornis, що означає «птах».

## Поширення
Ендемік Мадагаскару. Трапляється в густих лісах на сході та північному заході острова. Мешкає у тропічних та субтропічних вологих лісах та мангрових лісах.

## Опис
Птах завдовжки 24 см, вагою 54 г. Оперення верхньої частини темно-коричневе з жовтими плямами, нижня частина тіла сіро-коричнева з коричнево-чорними плямами. На шиї є іржасто-коричневий комір. 

## Спосіб життя
Птах спить на землі протягом дня, часто парами. Харчується переважно комахами. Сезон розмноження триває з вересня по грудень. Гнізда облаштовує серед заростів папороті або на низьких кущах, часто на узліссі чи лісових стежках.